# Cazwell
Luke Cazwell  mais conhecido como Cazwell, (Worcester, 27 de Junho de 1972) é um rapper e compositor norte-americano. Cazwell é bem conhecido por suas letras explícitas e pelas suas colaborações com Amanda Lepore. Seu trabalho tem foco nos temas homossexuais e bissexuais urbanos e suas músicas e vídeos são muito despojados. Cazwell é homossexual assumido.

## Carreira
Cazwell lançou um álbum em 2006 chamado Get Into It. O primeiro single, "All Over Your Face", foi banido do canal americano Logo TV devido à letra explícita e ao imaginário sexual retratado no respectivo videoclipe. O vídeo de "All Over Your Face" foi dirigido por Francis Legge e editado por Ryan Cayle Pietras. Cazwell é conhecido por promover e "discotecar" em festas, incluindo a BoysRoom, em Nova York, com convidados como Ladyfag, Amanda Lepore, Dj Adam, Raquel Reed e seu irmão Stephen Reed.
Durante o verão de 2007, Cazwell foi parte da turnê "True Colors Tour", que percorreu 15 cidades na América do Norte. A turnê, patrocinada pela LOGO, foi apresentado pela comediante Margaret Cho, encabeçado por Cyndi Lauper e incluído Rufus Wainwright, The Dresden Dolls, Rosie O'Donnell, Indigo Girls, Stephen Reed e outros convidados especiais. Os lucros da turnê foram usados para ajudar a beneficiar organizações LGBT Human Rights Campaign, PFLAG e The Matthew Shepard Foundation.
No site de compartilhamento de vídeos, Youtube, Cazwell tinha apresentado uma canção intitulada "I Seen Beyonce at Burger King", com Jonny Makeup, dirigido por Francis Legge. O single foi lançado em setembro de 2008. Recentemente foi postado em seu site oficial o vídeo de seu mais novo single, "Ice Cream Truck". Em 2009 ele apareceu no episódio final de RuPaul's Drag Race. Sua single Tonight teve uma amostra simples intitulada Give Me Tonight por Shannon.

## Discografia

### Álbuns
- Get Into It (2006)
- Watch My Mouth (2009)

### Singles
- All Over Your Face (2006)
- Watch My Mouth (2007)
- I Seen Beyonce at Burger King (2008)
- Tonight (2009)
- Ice Cream Truck (2010)
- Get my Money Back (2011)

### Participações Especiais
- That's Me(Colton Ford e Cazwell e Stephen Reed) (2006)
- Servin' it Up! (Peppermint e Cazwell) (2006)